# 黒川駅 (神奈川県)

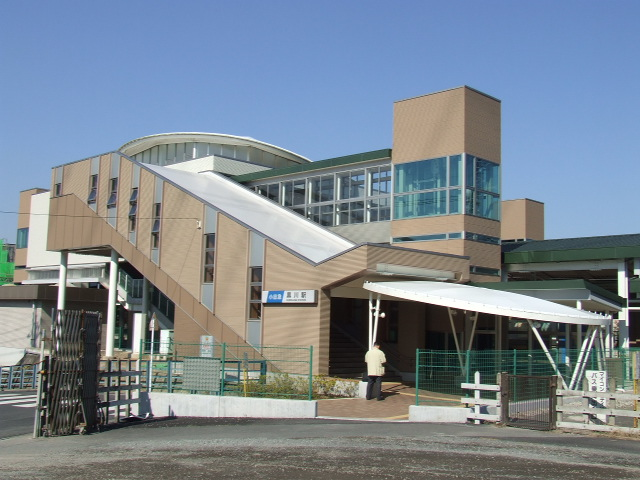
南口（2007年2月21日）

黒川駅（くろかわえき）は、神奈川県川崎市麻生区南黒川にある、小田急電鉄多摩線の駅である。駅番号はOT 03。

## 歴史

### 年表
- 1974年（昭和49年）6月1日：多摩線開通時に開設[1]。各停の停車駅となる。
- 2004年（平成16年）12月11日：区間準急設定、停車駅となる[2]。
- 2006年（平成18年）3月：駅リニューアル工事完了。
- 2014年（平成26年）3月15日：ダイヤ改正に伴い、準急停車駅となる。なお、この改正で設定された多摩線準急は平日朝下り1本のみである。
- 2018年（平成30年）
  - 3月17日：ダイヤ改正に伴い、準急廃止。各停のみの停車となる[3]。
  - 11月3日：構内のBGMと列車接近メロディとして読売日本交響楽団録音演奏を使用開始[4][注釈 1]。
- 2025年（令和7年）3月15日：ダイヤ改正により、急行停車駅となる[6]。また、東京メトロ千代田線直通列車が停車するようになる[6]。

### 駅名の由来
当時の駅所在地の地名「黒川」より。

## 駅構造

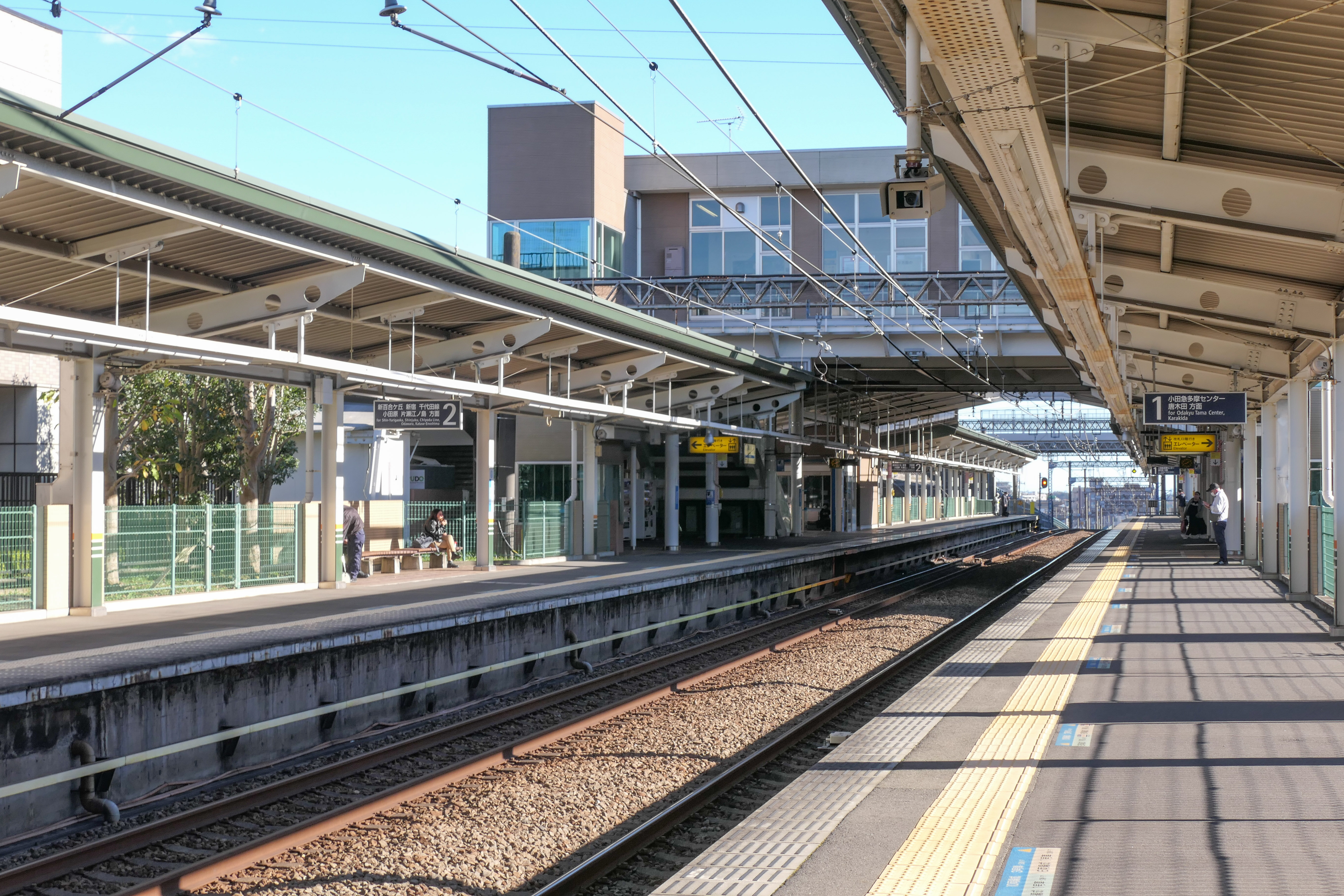
ホーム（2021年11月24日）

相対式ホーム2面2線を有する地上駅。橋上駅舎を備える。
2006年（平成18年）1月31日に駅舎がリニューアルされる際、旅客上屋に太陽光発電用発電パネルが新設され、自動券売機や自動改札機の電力に利用されている。2010年度（平成22年度）には、改札口に行先案内表示器が設置された。
2012年度（平成24年度）に、各停を10両化出来るようホームを唐木田方面へ延伸する工事が行われた。この延長部分は人が1人入れる程の幅となっており、トンネル越しにはるひ野駅・若葉台駅を見ることが可能。

### のりば
| ホーム | 路線   | 方向 | 行先                            |
| ------ | ------ | ---- | ------------------------------- |
| 1      | 多摩線 | 下り | 唐木田方面                      |
| 2      | 多摩線 | 上り | 新百合ヶ丘・新宿・ 千代田線方面 |

- 2025年3月改正以降、日中時間帯は急行が10分間隔で毎時6本発着する。(新宿駅発着・千代田線直通どちらも20分間隔で毎時3本ずつ)

## 利用状況
2024年度（令和6年度）の1日平均乗降人員は9,073人である。小田急線70駅中64位であり、多摩線では最も少ない。
近年の乗降・乗車人員の推移は以下の通り。
| 年度               | 1日平均 乗降人員 | 1日平均 乗車人員 | 出典               |
| ------------------ | ---------------- | ---------------- | ------------------ |
| 1979年（昭和54年） | 586              |                  |                    |
| 1982年（昭和57年） | 659              |                  |                    |
| 1987年（昭和62年） | 1,151            |                  |                    |
| 1995年（平成07年） |                  | 1,543            |                    |
| 1996年（平成08年） |                  | 1,597            |                    |
| 1997年（平成09年） |                  | 1,677            |                    |
| 1998年（平成10年） |                  | 1,636            |                    |
| 1999年（平成11年） |                  | 1,757            |                    |
| 2000年（平成12年） |                  | 2,189            |                    |
| 2001年（平成13年） |                  | 2,252            |                    |
| 2002年（平成14年） |                  | 2,534            |                    |
| 2003年（平成15年） | 5,907            | 2,811            |                    |
| 2004年（平成16年） | 6,152            | 2,987            |                    |
| 2005年（平成17年） | 6,064            | 2,954            |                    |
| 2006年（平成18年） | 6,606            | 3,307            |                    |
| 2007年（平成19年） | 7,761            | 3,718            |                    |
| 2008年（平成20年） | 8,265            | 4,134            |                    |
| 2009年（平成21年） | 8,204            | 4,106            |                    |
| 2010年（平成22年） | 8,307            | 4,170            |                    |
| 2011年（平成23年） | 8,250            | 4,133            |                    |
| 2012年（平成24年） | 8,366            | 4,173            |                    |
| 2013年（平成25年） | 8,395            | 4,158            |                    |
| 2014年（平成26年） | 8,247            |                  |                    |
| 2015年（平成27年） | 8,245            | 4,142            | [ 神奈川県統計 1 ] |
| 2016年（平成28年） | 8,382            | 4,184            | [ 神奈川県統計 2 ] |
| 2017年（平成29年） | 8,476            | 4,239            | [ 神奈川県統計 3 ] |
| 2018年（平成30年） | 8,582            | 4,293            | [ 神奈川県統計 4 ] |
| 2019年（令和元年） | 8,731            | 4,382            | [ 神奈川県統計 5 ] |
| 2020年（令和02年） | 7,081            | 3,544            | [ 神奈川県統計 6 ] |
| 2021年（令和03年） | 7,637            | 3,816            | [ 神奈川県統計 7 ] |
| 2022年（令和04年） | 8,303            |                  |                    |
| 2023年（令和05年） | 8,635            |                  |                    |
| 2024年（令和06年） | 9,073            |                  |                    |

## 駅周辺
駅周辺には、小規模集合住宅、住宅、児童公園がある。近隣には川崎市が開発したかわさきマイコンシティと呼ばれる工業団地があるため、工業団地の利用者が多く、南口からはマイコンシティを循環するバスがある。2016年には川崎市と小田急電鉄株式会社との「小田急沿線まちづくり」に 関する包括連携協定を締結し、オープンスペース等の活用が進められた。
北口周辺には会社が集まっており、北口から京王相模原線若葉台駅まで徒歩約10分で行ける。かつて小田急マルシェ黒川があったが後に閉店し、跡地には読売日本交響楽団練習所が建設された。北口から鶴川街道沿いには小規模な商店及びコンビニが点在している。鶴川街道を挟んだ黒川地区の一部は市街化調整区域に指定されているために開発を逃れ、多くの自然が残されている。
南口周辺は以前まで空地が広がり閑散としてたが、2019年（令和元年）5月には小田急電鉄が空地の一部を活用し、シェアオフィスを核とする複合施設「ネスティングパーク黒川」を整備し、コンビニ（2022年（令和4年）4月30日閉店）や飲食店などの店舗も入居している。2024年（令和6年）11月29日には、駅前の空地に商業施設「フォレストモール川崎黒川」が開業した。
北口
- 読売日本交響楽団練習所：徒歩1分。
- マイコンシティ南黒川地区：徒歩1分。
- 劇団民藝：徒歩7分。
- 若葉台駅（京王相模原線）：徒歩約10分。

南口
- ネスティングパーク黒川：徒歩1分。
- フォレストモール川崎黒川：徒歩1分。
  - ロピア黒川店
  - サンドラッグフォレストモール川崎黒川店
- 川崎市黒川青少年野外活動センター（旧・川崎市立柿生小学校黒川分校跡）：徒歩約7分。
- 汁守神社
- マイコンシティ栗木地区
- ファーマーズマーケット セレサモス：セレサ川崎農業協同組合（JAセレサ川崎）直営の大規模農産物直売所徒歩約15分。
- 明治大学黒川農場 (徒歩30分) [19]
- 東京電力パワーグリッド黒川変電所
- 三沢川：黒川地域の森を水源とし、東京都稲城市内を横断して沢を集め、川崎市多摩区布田で多摩川に注ぐ。
- 鶴川街道
- 尻手黒川道路
- 神奈川県企業庁柿生発電所
- 電源開発送変電ネットワーク（J-POWER送変電）西東京変電所：車窓より変電所の塔群が見える。所在地は町田市真光寺町であるが、変電施設の一部は川崎市麻生区黒川の境界にある変電施設。ここを中心に田子倉発電所（只見幹線）、佐久間発電所（佐久間東幹線）など各方面へ送電線が延びる。

### バス路線
路線バスは駅前へ乗り入れておらず、南黒川第2公園の階段を降りて鶴川街道沿いの高架下にある「黒川」停留所が最寄りとなる。以下の路線が小田急バスと神奈川中央交通により運行されている。朝夕のみマイコンシティ区内社員向け送迎バスと桐光学園スクールバスが南口ロータリーへ乗り入れる。
鶴川・柿生方面（鶴川街道・黒川駅側）
- 小田急 [柿24] 柿生駅北口行
- 神奈中 [鶴21] 和光学園経由 鶴川駅行

稲城・調布方面（鶴川街道・道路向かい側）
- 神奈中 [鶴21] 若葉台駅行
- 小田急 [若11] 若葉台駅行（休日1本）
- 小田急 [柿24] 稲城駅行（若葉台駅非経由） / 駒沢学園行（同、平日・土曜1本） / 調布駅南口行（同、休日1本） / はるひ野駅入口経由 若葉台駅行（休日1本） / 下黒川行（最終1本）

## 隣の駅
小田急電鉄
 多摩線
■快速急行・□通勤急行
通過
■急行・■各駅停車
栗平駅 (OT 02) - 黒川駅 (OT 03) - はるひ野駅 (OT 04)